# Katamatite
Katamatite es un poblado rural en el estado de Victoria, Australia. Se encuentra a 42 km al noreste de Shepparton. Fundada en 1878, se encuentra a 42 km al NE de Shepparton y cuenta con una población de aproximadamente 220 personas. Se encuentra en el valle de irrigación del río Murray.
- Datos: Q929332
- Multimedia: Katamatite / Q929332

1. ↑  Worldpostalcodes.org, código postal n.º 3649.